# Rakuten Japan Open Tennis Championships 2014
Rakuten Japan Open Tennis Championships 2014 — тенісний турнір, що проходив на кортах з твердим покриттям у місті Tokyo, Японія з 29 вересня. Належав до категорії ATP World Tour 500, був турніром серії Japan Open (теніс) 2014 року.

## Фінальна частина

### Одиночний розряд
Нісікорі Кей —  Милош Раонич 7–6(7–5), 4–6, 6–4

### Парний розряд
П'єр-Юг Ербер /  Міхал Пшисєнжний —  Іван Додіг /  Марсело Мело 6–3, 6–7(3–7), [10–5]